# Prašný Újezd

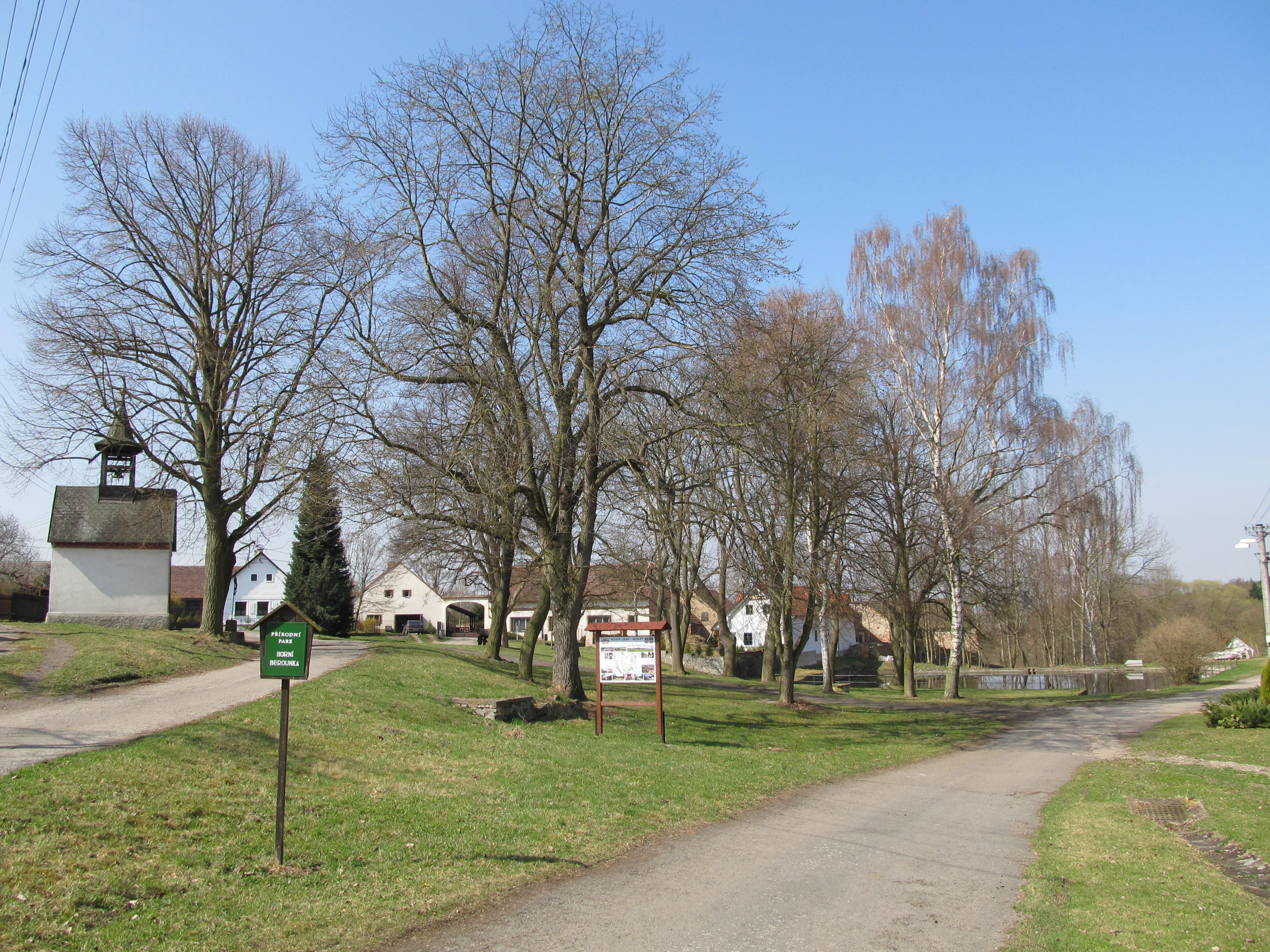
Dorfplatz mit Kapelle

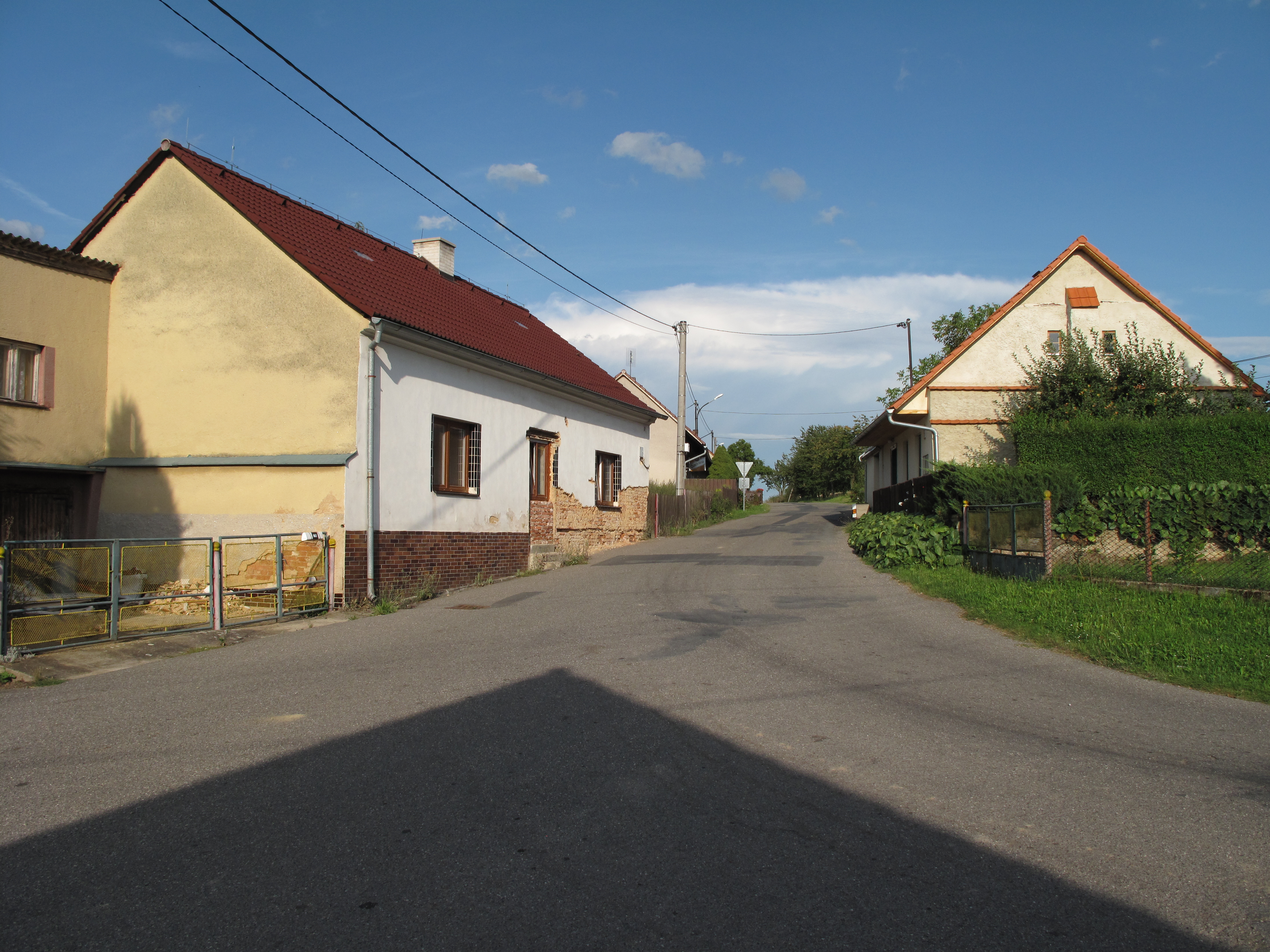
Kreuzung

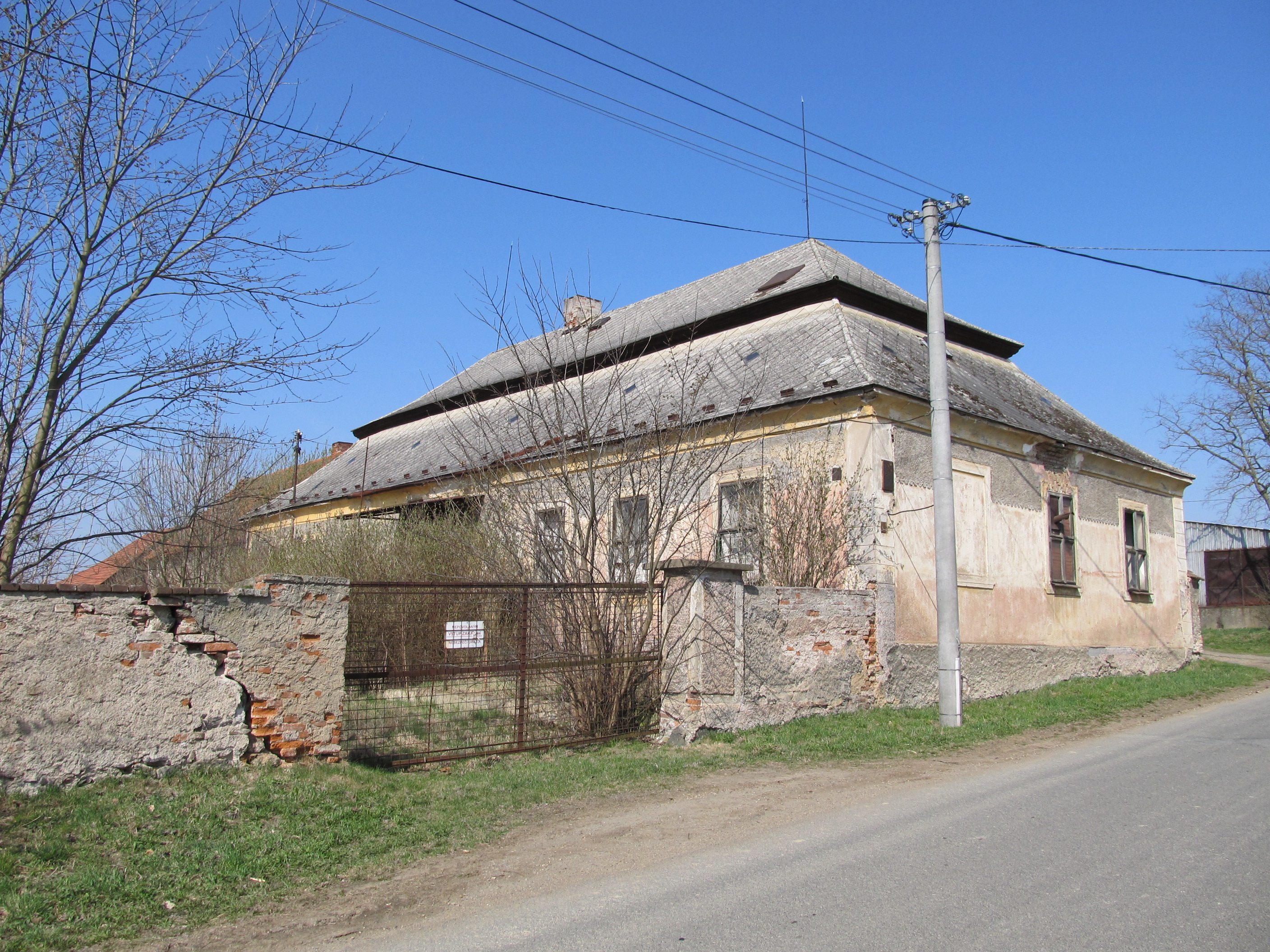
Schloss Prašný Újezd

Prašný Újezd (deutsch Praschno Augezd, 1939–45 Prasch-Aujest) ist ein Ortsteil der Gemeinde Mlečice in Tschechien. Er liegt acht Kilometer nordöstlich von Radnice (Radnitz) und gehört zum Okres Rokycany.

## Geographie
Das Angerdorf Prašný Újezd befindet sich im Radnitzer Hügelland (Radnická pahorkatina) auf einer Hochfläche zwischen den Tälern der Bäche Radubice und Vejvanovský potok. Nördlich erheben sich Vrabčiny (454 m n.m.), im Südosten die Homolka (474 m n.m.), südlich die Hůrka (466 m n.m.) und im Südwesten der Na Špýcharu (474 m n.m.). Durch den Ort verläuft die Staatsstraße II/233 zwischen Radnice und Rakovník. Prašný Újezd liegt am Rande des Naturparks Berounka.
Nachbarorte sind Ptyč, Dolany, Chlum und Hamouz im Norden, Sádky, Podmokly und Mlečice im Nordosten, Pod Bělkou, Terešovská Huť, Ostrovec und Lhotka im Osten, Nový Dvůr, Terešov und Skoupý im Südosten, U Skály und Hlohovice im Süden, Fatěra, Svinná und Vojenice im Südwesten, Kladruby und Suchomelka im Westen sowie Rakolusky, Hřešihlavy, Prachárna, Rybárna, Lejskův-Kožíškův Mlýn und Hlince im Nordwesten.

## Geschichte
Die erste schriftliche Erwähnung des den Benediktinern von einem gewissen Willart geschenkten Dorfes erfolgte 1115 in der Gründungsurkunde des Klosters Kladruby, die wahrscheinlich eine nachträgliche Fälschung vom Beginn des 13. Jahrhunderts ist. In einer Besitzbestätigungsurkunde des Papstes Gregor IX. für das Benediktinerkloster Kladruby aus der Zeit von 1234 bis 1235, die ebenfalls ein nachträgliches Falsifikat ist, wurde Újezd ebenfalls aufgeführt.
Wahrscheinlich während der Hussitenkriege gelangte das Dorf an weltliche Besitzer. 1479 wurde Újezdec bzw. Újezd als anteiliger Besitz des Ondřej von Bělbožic erwähnt. Im Jahre 1481 erfolgte nach einem Besitzstreit eine Teilung des Gutes zwischen Jan von Vepřek und der Witwe des Johann Horšický von Horšic. Ab 1655 gehörte das Gut Prašný Újezd den Rittern Bieschin von Bieschin und wurde mit den Gütern Zvíkovec und Hřešihlavy vereinigt. Zu Beginn des 18. Jahrhunderts hielt Martin von Alleman einen Anteil von Prašný Újezd. Nach dem Tode des Adam Bieschin von Bieschin erbte 1706 dessen Sohn Johann Tobias die vereinigten Güter Hřešihlavy, Zvíkovec, Terešov und Prašný Újezd. Dieser veräußerte die Güter im selben Jahre an Barbara Franziska Gräfin von Barbo. Sie trennte das Gut Terešov 1716 ab und verkaufte es anderweitig. Ihre Kinder Johann, Peter und Josepha Leopoldina von Barbo verkauften das Gut Hřešihlavy mit Prašný Újezd 1724 zu gleichen Teilen an die Brüder Johann Wenzel und Joseph Joachim Schmidtgräbner von Lustenegg. Letzterer trat 1727 seine Hälfte des Gutes an Johann Wenzel ab, der das Gut zwei Jahre später an Joseph Wančura von Řehnitz verkaufte. Joseph Wančura veräußerte es 1734 an Maria Josepha Freiin von Rumerskirch. Praschno-Augezd wurde 1738 abgetrennt und an Johann Ferdinand Geyer (Kager) von Stampach verkauft. Dieser vereinigte die verschiedenen Anteile zu einer Einheit und ließ in Praschno-Augezd ein Schloss errichten. 1741 erwarb Geyer von Stampach für 700 Gulden den letzten – aus einer Chaluppe mit Wiesen, Feldern und Jagdrecht bestehenden – Fremdbesitz von Franz Ladislaw Neßlinger von Schelgengraben auf Zvíkovec. Im Theresianischen Kataster von 1757 sind für das Johann Ferdinand Geyer von Stampach gehörige Gut Praschno-Augezd ein Herrenhof, ein Wirtshaus, ein Brechhaus (drasárna) und eine Mühle mit unbeständigen Wasserverhältnissen, die wahrscheinlich an der Radubice lag, aufgeführt.
Im Jahre 1785 bestand das Gut Praschno-Augezd einzig aus dem gleichnamigen – auch Prassno Augezd, Prassneg Augezd bzw. Prassiweg Augezd genannten – Dorf mit 23 Häusern sowie den Einschichten Wystrcžilka (Vystrčilka), Hamaus (Hamouz), Dolska (Dolská) und Rabtschin (Rabčín). Besitzerin war Maria Anna Gräfin Allemagne. Die im Laufe des 18. Jahrhunderts stark angewachsene Judengemeinde – sie war nach denen in Tereschau und Rzeschohlau die drittstärkste in der Gegend – beantragte im selben Jahre beim Prager Landesamt die Errichtung einer eigenen Schule, die später auch bewilligt wurde. In der Mitte der 1790er Jahre erwarb der Besitzer des Gutes Zwikowetz und Chlum, Wenzel von Rumerskirch, Praschno-Augezd. Er trennte den Wald Bulovice und die vier Einschichten von Praschno-Augezd ab und schlug sie Zwikowetz zu. Im Jahre 1797 kaufte Thaddäus Andrée das Gut Praschno-Augezd und gründete zwei Jahre später das Dorf Skaupy. Nachfolgend wechselten die Besitzer des Gutes in rascher Folge: 1803 ging es an Gottlieb Ackermann, 1804 an Hermann Leitenberger, 1808 an Franz Ernst von Schaffgotsch und 1810 an Rüdiger von Stillfried-Rattonitz auf Tereschau. Letzterer tauschte 1817 seine Güter Praschno-Augezd und Tereschau bei Christoph Stein gegen das Gut Hals ein; der Gütertausch wurde jedoch nach einiger Zeit wieder rückabgewickelt. Im Jahre 1833 erbte Stillfrieds Witwe Karoline, geborene de Favras, die Güter. Sie ließ das Gut Praschno-Augezd durch eine Lotterie ausspielen, aus der es 1834 Georg Ferdinand Schramm für 27.000 Gulden erwarb. Dieser verkaufte es 1837 an den Freiherrn von Skronský.
Im Jahre 1838 umfasste das im Pilsner Kreis an der Grenze zum Berauner Kreis gelegene Allodialgut Praschno-Augezd eine fast gänzlich aus Ackerland und Hutweiden bestehende Nutzfläche von 473 Joch 111 Quadratklafter. Auf dem Gebiet lebten in den beiden Dörfern Praschno-Augezd und Skaupy 732 Personen, darunter 110 Juden (40 Familien).
Das Dorf Praschno-Augezd bestand aus 67 Häusern mit 514 überwiegend tschechischsprachigen Einwohnern. Die Juden lebten vom Handel; von den einschließlich der Gehilfen 78 Handelspersonen arbeiteten 28 als Markthändler und zwölf als Hausierer. Handelsschwerpunkt waren Bettfedern, die bis nach Frankfurt am Main, Frankfurt an der Oder, Leipzig und Berlin verkauft wurden. Im Ort gab es ein herrschaftliches Schloss mit Amtssitz, ein Brauhaus, einen Meierhof mit Schäferei sowie eine Synagoge und jüdische Schule. Katholischer Pfarr- und Schulort war Mletschitz. Bis zur Mitte des 19. Jahrhunderts blieb Praschno-Augezd ein landtäfliges Allodialgut.
Nach der Aufhebung der Patrimonialherrschaften bildete Prašný Oujezd / Praschno-Augezd ab 1850 mit dem Ortsteil Skoupy / Skaupy eine Gemeinde im Gerichtsbezirk Zbirow. In den 1850er Jahren entstand südöstlich des Dorfes – bei der heutigen Einschicht Větrák – auf der Anhöhe Homolka eine Holländerwindmühle. 1868 wurde Prašný Oujezd dem Bezirk Hořowitz zugeordnet. Im Jahre 1869 bestand Prašný Oujezd aus 67 Häusern und hatte 473 Einwohner. Der Hof Prašný Újezd wurde seit 1875 von der Gutsherrschaft Liblín bewirtschaftet. Die Windmühle auf der Homolka verschwand nach 1877; der Name der Einschicht Větrák ist von ihr hergeleitet. Im Jahre 1888 wurde in Prašný Oujezd eine zweiklassige Dorfschule eröffnet, die zwei Jahre später ein neuerrichtetes Schulgebäude bezog. Zum 1. September 1896 wurde die Gemeinde Teil des neu gebildeten Bezirks Rokitzan. Seit dem Ende des 19. Jahrhunderts wird der Ortsname Prašný Újezd verwendet. In dieser Zeit setzte infolge der Abwanderung der Juden ein starker Bevölkerungsrückgang ein. Am Übergang vom 19. zum 20. Jahrhundert finden sich auch die Einschichten Suchomelka und Fatěra – eine Wasenmeisterei – als Gemeindeteile. Die Gründung der Freiwilligen Feuerwehr erfolgte 1899. Im Jahre 1900 hatte Prašný Újezd 347 Einwohner, 1910 waren es 362. Die Brauerei mit einer durchschnittlichen Jahresproduktion von 770 Hektolitern, die sich im Haus Nr. 19 befand, stellte 1905 die Produktion ein. Im Jahre 1907 brannte die Synagoge ab. Der Gutsbesitzer Josef Bloch ließ 1911 das Gut Prašný Újezd parzellieren und verkaufte die Flächen an Kleinbauern.
Nach dem Ersten Weltkrieg zerfiel der Vielvölkerstaat Österreich-Ungarn, Prašný Újezd wurde 1918 Teil der neu gebildeten Tschechoslowakischen Republik. Die jüdische Gemeinde erlosch 1920. Beim Zensus von 1921 lebten in den 91 Häusern der Gemeinde 471 Personen, darunter 467 Tschechen und drei Juden. Das Dorf Prašný Újezd (62 Häuser) hatte 328 Einwohner, im Ortsteil Skoupý (29 Häuser) waren es 143. Zwischen 1923 und 1933 bestand in Prašný Újezd eine weiterführende Gewerbeschule, deren Sitz im örtlichen Schulhaus war. 1930 lebten in den 64 Häusern von Prašný Újezd 304 Personen. Für die Gefallenen des Ersten Weltkriegs wurde 1930 ein Gedenkstein aufgestellt. Am 29. Juli 1933 hinterließ ein Sturm und Hagelschlag in Prašný Újezd und Skoupý schwere Schäden, zu deren Beseitigung die Gemeinde eine staatliche Unterstützung in Höhe von 84.000 Kč erhielt. Zwischen 1939 und 1945 gehörte Prašný Újezd / Prasch-Aujest zum Protektorat Böhmen und Mähren, 1942 wurde das Dorf dem Bezirk Pilsen–Land zugeordnet. In den Jahren 1942 und 1943 gab es Verhandlungen über eine Zusammenlegung der Gemeinden Prašný Újezd und Kladruby, die jedoch wegen des Krieges nicht zum Abschluss kamen. Der Schuldirektor Jaroslav Hochmann war in Untergrundaktivitäten der KSČ eingebunden und gehörte einer militärischen Untergrundorganisation in Mlečice an, die von den deutschen Besatzern aufgedeckt wurde; eine Verhaftung Hochmanns erfolgte jedoch nicht. Zu Beginn des Jahres 1945 wurden im Schulgebäude 50 deutsche Flüchtlinge aus Cosel untergebracht. Nach dem Ende des Zweiten Weltkrieges kam Prašný Újezd zur wiedererrichteten Tschechoslowakei zurück, und die Gebietsstrukturen aus der Zeit vor der Besetzung wurden wiederhergestellt. Die Flüchtlinge wurden am 9. Mai 1945 in leerstehende Häuser umquartiert und tags darauf in das Sammellager im Schloss Mirošov verbracht. Der Schulunterricht in Prašný Újezd erfolgte ab 1945 wegen der gesunkenen Schülerzahl nur noch einklassig. 1950 lebten in den 66 Häusern von Prašný Újezd 179 Personen. 1957 erfolgte die Bildung einer JZD. Die ehemalige Synagoge, die ehemalige Gendarmeriestation und etliche leerstehende Wohnhäuser wurden zu Beginn der 1960er Jahre abgerissen. Zum Jahresanfang 1980 erfolgte die Eingemeindung nach Mlečice. Beim Zensus von 1991 lebten in den 34 Häusern von Prašný Újezd 49 Personen. 2011 bestand das Dorf aus 39 Wohnhäusern und hatte 41 Einwohner.

## Ortsgliederung
Zu Prašný Újezd gehören die Einschichten Fatěra und Suchomelka. Der Katastralbezirk Prašný Újezd umfasst die Ortsteile Prašný Újezd und Skoupý.

## Sehenswürdigkeiten
- Schloss Prašný Újezd, es wurde am Übergang vom 17. zum 18. Jahrhundert für Martin von Alleman  errichtet. Unter Johann Ferdinand Geyer (Kager) von Stampach erfolgte um 1740 ein Umbau. Franz Ernst von Schaffgotsch ließ das Schloss ab 1808 instand setzen und erweitern. Unter Rüdiger von Stillfried-Rattonitz erfolgten zwischen 1822 und 1832 eine Abstockung des eingeschossigen Gebäudes und die Anlegung eines Parks mit Zier- und Gemüsegarten. Der letzte Gutsbesitzer und Schlossherr war František Kupka. ab 1950 diente es als Büro der JZD. Das heute ebenerdige Bauwerk mit Doppelwalmdach ist als Kulturdenkmal geschützt. Es ist ungenutzt und verfällt.[4]
- Kapelle, auf dem Dorfanger
- Gedenkstein für die 17 Gefallenen des Ersten Weltkriegs, enthüllt 1930 vor dem Haus Nr. 45. Er wurde in den 1960er Jahren auf die nach dem Abbruch der Synagoge und Gendarmeriestation entstandene Freifläche umgesetzt.

## Söhne und Töchter des Ortes
- Wilhelm Edler von Glaser (1825–1900), Direktor der k. k. privilegierten Österreichischen Kredit-Anstalt für Handel und Gewerbe. Er wurde am 15. Juni 1870 durch Kaiser Franz Joseph I. in den Adelsstand erhoben.